# Cabusset del llac Alaotra
El cabusset del llac Alaotra, cabusset rogenc d'Alaotra o senzillament cabusset d'Alaotra (Tachybaptus rufolavatus) és una espècie d'ocell de la família dels podicipèdids (Podicipedidae) actualment extint que habitava el Llac Alaotra, de l'est de Madagascar.